# 雙五角錐柱
雙五角錐住為92種Johnson多面體（J16）中的其中一個，它可由一個正五角柱在兩端各連接一個大小相同的正五角錐（J2）面接合而成，與雙五角錐（J13）有一定的相似程度，僅差於中間的五角柱。這92種詹森多面體最早在1966年由諾曼·詹森（Norman Johnson）命名並給予描述。